# Swissmill
Die Swissmill mit Sitz in Zürich ist der grösste Getreidemühlenbetrieb der Schweiz. Sie ist seit 1999 eine Division der Coop-Genossenschaft und Mitglied beim Dachverband Schweizerischer Müller (DSM).

## Profil

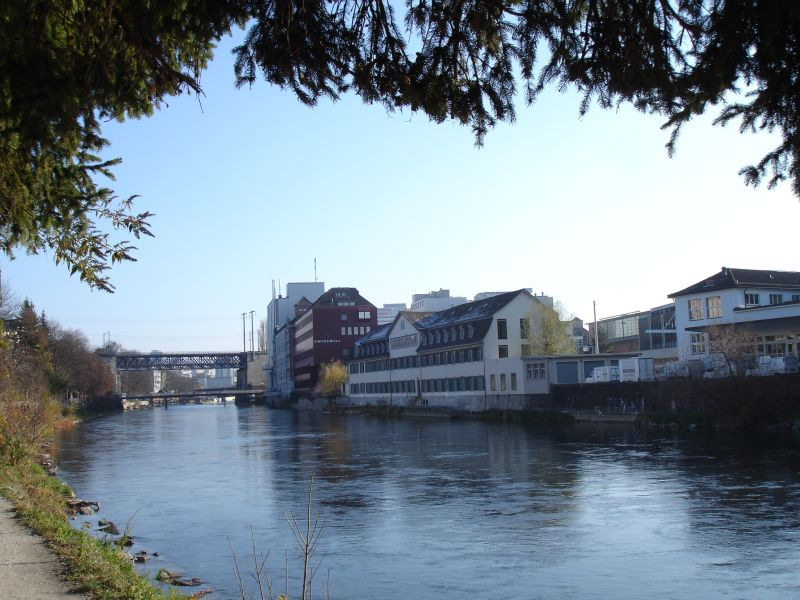
Swissmill (2007, vor der Aufstockung des Silos)

Swissmill vermahlt jährlich über 200'000 Tonnen Getreide, davon  90 % aus Schweizer Anbau, zu über 100 Sorten Mehle und Griesse. Den grössten Anteil hat Weichweizen zur Brotproduktion. Ausserdem werden Getreideflocken, Mischungen und Spezialitäten hergestellt.

## Geschichte

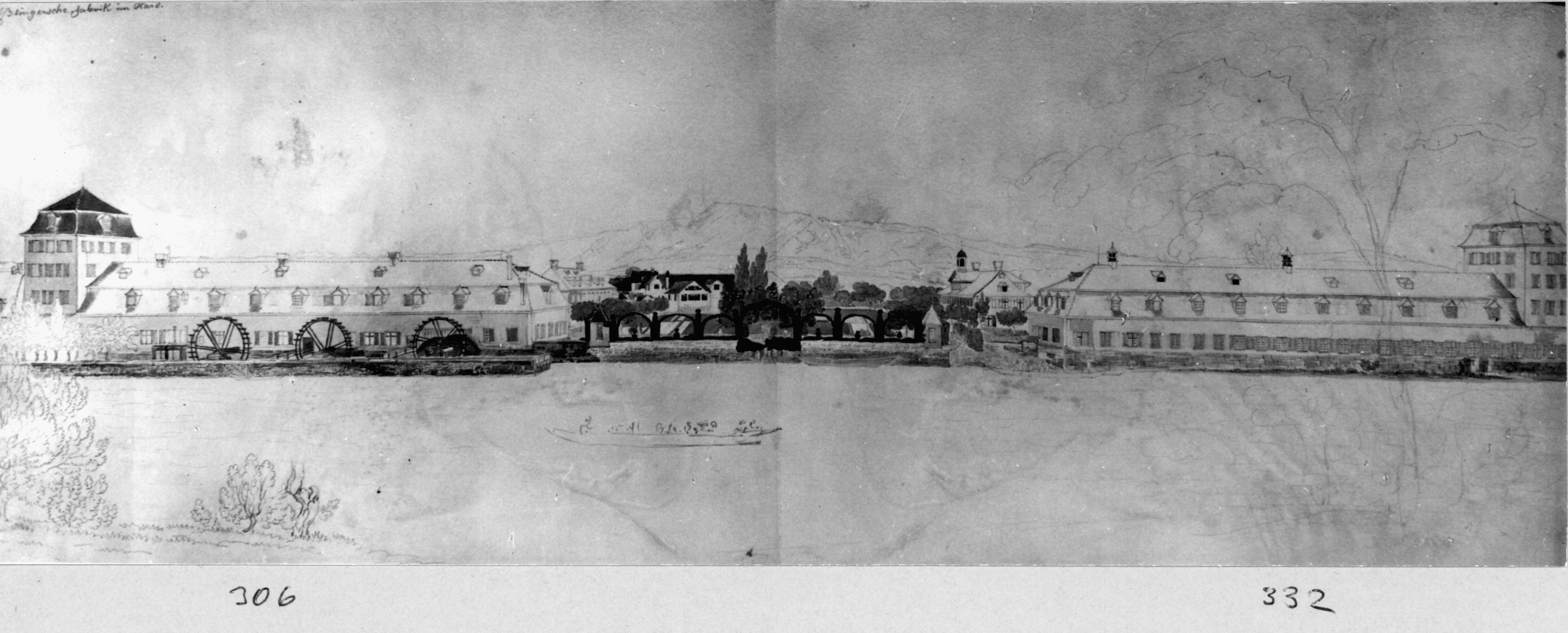
Stadtmühle, Sihlquai 306

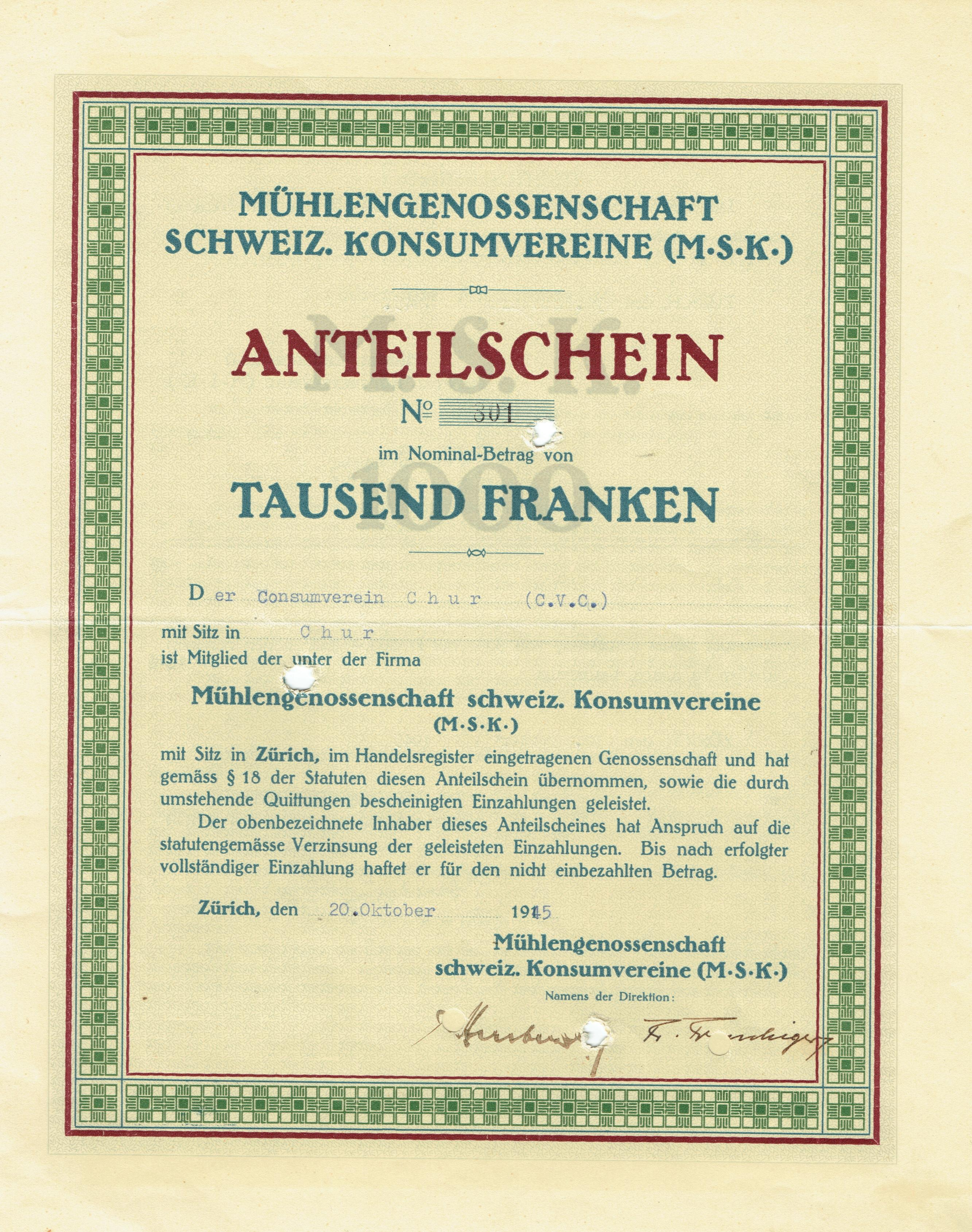
Anteilschein über 1000 Franken der Mühlengenossenschaft Schweiz. Konsumvereine (MSK) vom 20. Oktober 1945

Swissmill führt seine Geschichte auf eine seit 1843, damals noch ausserhalb der Stadtgrenzen, unterhalb der Lettenbadi und nahe dem Escher-Wyss-Platz, bestehende Mühle zurück. Diese einzig verbliebene von ehemals einer ganzen Reihe Mühlen an der Limmat wurde bald als Stadtmühle bekannt. Michael Maggis Adoptivsohn Eugen Maggi (*1836) mietete ab 1874 die Stadtmühle, welche dann wiederum durch seine Söhne Eugen (* 1868) und Armin 1894 gekauft wurde. 1912 verkauften die Maggis die Mühle an den Verband Schweizerischer Konsumvereine. Die Inbetriebnahme der Grossmühle im Jahr 1913 durch die Mühlengenossenschaft Schweizerischer Konsumvereine (die Eintragung der Mühle als Firma im Handelsregister war am 27. September 1912 erfolgt) an diesem Standort markiert den Beginn der modernen Geschichte des Unternehmens. Erster Direktor wurde Eugen Maggi (* 1868), der aber am 10. Juni 1913 unerwartet verstarb.
Mitte der 1940er Jahre wurde das Lagerhaus aufgestockt, in den 1950er Jahren ein Getreidesilo erstellt. Aus dem Verband Schweizerischer Konsumvereine wurde 1969 die Coop Schweiz.
Der Verband ostschweizerischer landwirtschaftlicher Genossenschaften (Volg) beteiligte sich auf Anfang des Jahres 1992 mit rund 11 Prozent am Anteilscheinkapital der Coop-Mühle Zürich (CMZ), deren ausserordentliche Delegiertenversammlung vom 15. November 1991 den Namen in Stadtmühle CMZ Zürich geändert und zwei Volg-Vertreter in den Verwaltungsrat gewählt hat.
1996 wurde Josef Achermann Vorsitzender der Geschäftsleitung.
1998 schlossen sich die beiden mehrheitlich zur Coop-Gruppe gehörenden Unternehmen Stadtmühle CMZ Zürich AG und die kleinere waadtländische Minoterie Coop Rivaz zu Swissmill, dem grössten Mühlenunternehmen der Schweiz, zusammen. Gemeinsam erzielen sie CHF 170 Millionen Umsatz, produzieren über 20 % des Schweizer Brotmehls und haben einen Marktanteil von gegen 40 % am Schweizer Teigwarenmehl. Per 31. August 1999 wurde die Genossenschaft Stadtmühle Zürich aufgelöst, die Aktiva und Passiva gingen auf die Coop über. Der Standort Rivaz wurde 2001 aufgegeben, die Anlage in den Folgejahren abgebrochen.
2010 hat Romeo Sciaranetti die Geschäftsleitung von Achermann übernommen.
Swissmill ist Gründungsmitglied der 2015 gegründeten Interessensgemeinschaft Bio Schweiz (IG Bio).
Ende 2020 hat Coop den Mietern am Sihlquai 280 und 282 gekündigt, da das Gebäude nach einer Totalsanierung den Swissmill-Mitarbeitenden als Labor und Büro dienen soll.

## Silo

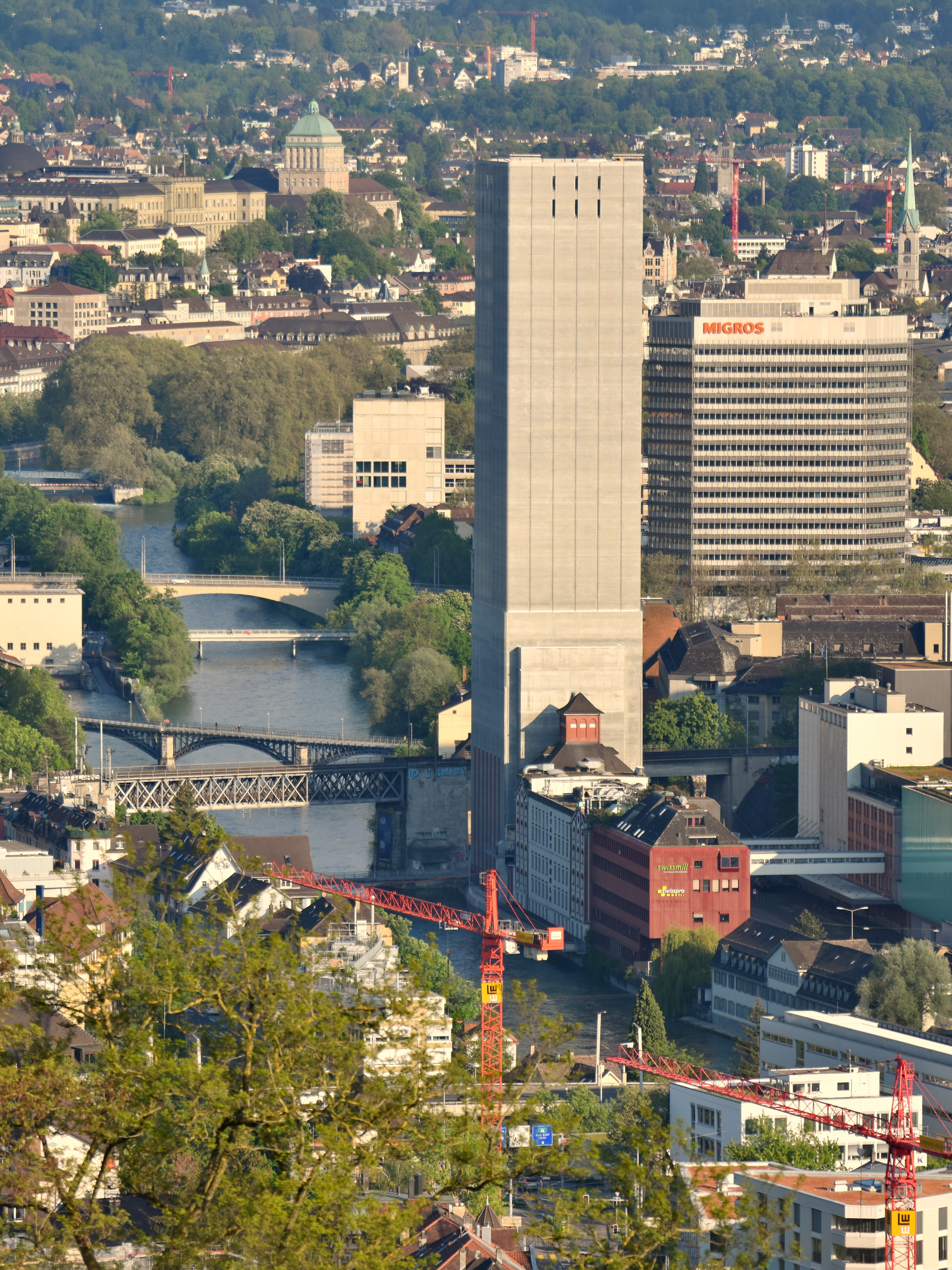
Swissmill-Silo (2016)

Das Getreidesilo von Swissmill wurde ab 2013 (Fertigstellung Herbst 2016) nach Entwurf des Architekturbüros Harder Haas Partner aus Eglisau von 40 auf 118 Meter Höhe aufgestockt und ist damit der höchste Kornspeicher der Welt, das zweithöchste Gebäude in Zürich und eines der höchsten Bauwerke in der Schweiz. Es fasst bis zu 60'000 Tonnen Getreide und ersetzt ein Silo am Basler Hafen St. Johann, das für den Bau des Novartis-Campus abgerissen wurde. Aufgrund seiner Höhe, Lage in der Stadt und nüchternen Gestaltung ist das Silo umstritten.